# A Northeastern Huskies amerikaifutball-csapata
A Northeastern Huskies amerikaifutball-csapata a Colonial Athletic Association tagjaként a National Collegiate Athletic Association I-es divíziójában képviselte az Északkeleti Egyetemet. Az 1933-ban alapított csapatot a gyenge eredmények, az alacsony érdeklődés és a Parsons Stadion felújításának költségei miatt 2009-ben megszüntették.

## Konferenciatagságok
A 2019-es The Playing Grounds of College Football című könyv adatai szerint a csapat az alábbi konferenciáknak volt tagja:
- 1933–1937: Független
- 1938–1944: New England Conference
- 1945–1992: Független
- 1993–1996: Yankee Conference[5][6]
- 1997–2006: Atlantic 10 Conference
- 2007–2009: Colonial Athletic Association

## Nevezetes személyek
- Dan Ross[7]
- Darin Jordan[8]
- Jerome Daniels[9]
- Keith Willis[10]
- Matt Lengel[11]
- Sean Jones[12]

## Fordítás
- Ez a szócikk részben vagy egészben  a   Northeastern Huskies football című angol Wikipédia-szócikk ezen változatának fordításán alapul.  Az eredeti cikk szerkesztőit annak laptörténete sorolja fel. Ez a jelzés csupán a megfogalmazás eredetét és a szerzői jogokat jelzi, nem szolgál a cikkben szereplő információk forrásmegjelöléseként.